# ソラト太田川
ソラト太田川（ソラトおおたがわ）は、愛知県東海市にあるネイバーフッド型ショッピングセンターである。

## 概要
ソラト太田川は名鉄常滑線・河和線 太田川駅周辺の土地区画整理事業に合わせて太田川駅東側に建設された商業施設である。
開業日は2011年（平成23年）4月1日だが、一部店舗は同年6月からとなっていた。
ソラト太田川は風力発電やドライミストなどを設置しエコ活動を推進している。
1F、2Fは商業施設なっており、3Fは東海市が施設管理をしている市民交流プラザがある。

## 主な店舗＆営業時間
にぎわい市場マルスを核テナントとして他専門店がある。

### 1F
- にぎわい市場マルス太田川店（月曜～金曜 9：00 - 21：00 / 土曜・日曜 8：00 - 21：00（年始・お盆は休業））
- 東進衛星予備校（13：30 - 21：45（一部曜日・時期を除く））

### 2F
- 魚民（17：00 - 翌3：00（一部曜日を除く））
- ほけんの窓口（10：00 - 19：00）
- 遊Net学院（10：00 - 20：00）
- 星乃塾 太田川校（14：00 - 22：00）
- 卸や 肉八 太田川駅前店（17：00 - 24：00（一部曜日を除く））

### 3F
- 市民交流プラザ
- 子育て支援センター（9：00 - 14：00）
- 市民活動センター（9：00 - 21：00）

## 所在地
- 愛知県東海市大田町後田20-1

## 交通アクセス
- 名鉄常滑線・河和線「太田川駅」東口から徒歩で約2分。
- 東海ICから国道155号（西知多産業道路）経由で横須賀IC下車後、東へ車で約10分。
- らんらんバス（東海市巡回バス）の全てのコース・知多バス「太田川駅前」バス停下車、徒歩ですぐ。